# Starlight Dancer (Amerikaans album)
Starlight Dancer is een verzamelalbum van de Nederlandse symfonische-rockgroep Kayak voor de Amerikaanse markt.
In de Verenigde Staten en zeer waarschijnlijk ook Canada verscheen een heel ander album dan in de rest van de wereld. Starlight bevatte nieuwe nummers; in de Verenigde Staten/Canada was het een verzamelalbum. Voor de Amerikaanse versie werd de hoes van The Last Encore gebruikt, de tracks waren willekeurig van de Europese versies van The Last Encore en Starlight Dancer (behoudens het nummer 'Ballad for a lost Friend', dat in Europa op geen van beide albums verscheen), de musici en producer echter weer van de Europese versie. Het album haalde plaats 117 in een van de albumlijsten aldaar. De Amerikaanse versie verscheen niet op compact disc.

## Musici
- Ton Scherpenzeel- piano, clavinet, orgel, string ensemble, mellotron, accordeon, synthesizers, contrabas, vocals, arrangementen
- Charles Louis Schouten – slagwerk
- Johan Slager – gitaar, zang
- Max Werner – zang, mellotron, percussie
- Theo de Jong – basgitaar
- Pim Koopman - arrangementen

## Tracks
| Nr. | Titel                                    | Duur |
| --- | ---------------------------------------- | ---- |
| 1.  | I want you to be mine (Scherpenzeel)     | 4:46 |
| 2.  | Ballad for a lost friend (Scherpenzeel)  | 4:14 |
| 3.  | Turn the tide (Scherpenzeel)             | 3:54 |
| 4.  | Nothingness (Scherpenzeel)               | 3:56 |
| 5.  | Still my heart cries for you (Koopman)   | 4:34 |
| 6.  | Starlight dancer (Scherpenzeel)          | 5:03 |
| 7.  | Love of a victim (Koopman)               | 2:48 |
| 8.  | Land on the water                        | 2:28 |
| 9.  | Do you care (Koopman)                    | 2:56 |
| 10. | Back to the front (Scherpenzeel, Slager) | 2:56 |
| 11. | Irene (Scherpenzeel)                     | 4:22 |